# Lucjusz Skryboniusz Libon (trybun 149 p.n.e.)
Lucius Scribonius Libo – rzymski trybun ludowy z okresu trzeciej wojny punickiej.
Lucjusz Skryboniusz Libon był trybunem ludowym w 149 p.n.e. w czasie trzeciej wojny punickiej. Oskarżył Sulpicjusza Galbę o pogwałcenie prawa względem Luzytanów, którzy poddali się, ale zostali sprzedani do Galii. Prawdopodobnie wybudował lub odbudował Puteal Scribonianum na Forum obok Arcus Fabianus.

## Źródła
- Liwiusz: Dzieje Rzymu od założenia miasta. Księgi XLI-XLV. Periochy (streszczenia) ksiąg XLVI-CXLII. Przekład i opracowanie Mieczysław Brożek. Wrocław: Ossolineum i Wydawnictwo PAN, 1982. ISBN 83-04-01318-5. Brak numerów stron w książce